# Hallands flygkår
Hallands flygkår (F 14) eller F 14 Halmstad var en flygkår inom svenska flygvapnet som verkade i olika former åren 1961–1972. Förbandsledningen var förlagd i Halmstads garnison vid Halmstads flygplats.

## Historik
Inför försvarsbeslutet 1958 föreslog regeringen för riksdagen att två flygflottiljer skulle avvecklas, Svea flygflottilj (F 8) och Hallands flygflottilj (F 14). Bakgrunden var att skapa ett ekonomiskt utrymme för modernisering av de kvarvarande delarna av Flygvapnet, bland annat genom införandet av flygplanen Saab 32 Lansen och Saab 35 Draken. Det innebar en satsning på kvalitet framför kvantitet, något som hela försvaret genomgick vid denna tidpunkt. Hallands flygflottilj ansågs illa placerad, då den låg nära Länssjukhuset i Halmstad. De moderna flygplanen vilka krävde längre rullbanor, skapade buller och vibrationsproblem som störde staden. Bullerproblemen som ansågs allvarliga kunde i viss mån minskas genom anläggning av en ny rullbana. Dock så skulle en sådan investering landa på cirka 4,5 miljoner kronor. Vilket ledde till de två flottiljerna hade de störta svårigheter inom flygvapnet medt att samordna militära och civila intressen. Dock ansågs att en avveckling av flygflottiljen inte skulle medföra några svåra flygoperativa nackdelar. Flottiljens hangarutrymmen samt etablissementet i sin helhet ansågs vara i ett gott skick. Vidare hade även flottiljen en god närhet till bomb- och skjutplatser. Då reduktionen av flygvapnet skulle gå ut över jaktflyget och Hallands flygflottilj som var en attackflygflottilj, ansågs att en jaktflygflottilj skulle omorganiseras till attackflygflottilj. Vilken jaktflygflottilj som skulle överta rollen som attackflygflottilj skulle utredas, för att utgöra underlag för en proposition till 1959 års riksdag. I samma proposition skulle det även föreslås om vad flottiljområdet skulle användas till efter att flygflottiljen avvecklats. Där staten genom ett avtal, från den 9 juli 1942 med Halmstads kommun, hade vissa förbindelser till om flygflottiljen skulle avvecklas och området inte skulle användas för en ständig militär förläggning av motsvarande omfattning. I december 1958 antog riksdagen propositionen, vilken gällande Hallands flygflottilj bara beslutade att flygflottiljen skulle avvecklas som tidigast budgetåret 1961/1962. Inför 1959 års riksdag föreslog regeringen, efter förslag från chefen för flygvapnet, att Hälsinge flygflottilj (F 15) skulle överta rollen som attackflygflottilj. Som ersättning till Halmstad föreslog chefen för flygvapnet att de ingående skolorna i Flygvapnets centrala skolor (FCS) skulle förläggas till Halmstad. Vidare föreslogs att de två flygflottiljerna, F 8 och F 14, framöver skulle utgöras av två flygkårer. Flygkåren i Halmstad, vilken antog namnet Hallands flygkår, skulle organiseras den 1 oktober 1961 som ett nytt markskoleförband, för att möta de ökade kraven på bas- och underhållstjänst. Den 10 augusti 1961 avtackades den kvarvarande personalen vid Hallands flygflottilj av eskaderchefen general Björn Bjuggren samt flottiljchefen överste Bo Lindgren.
Även om Hallands flygflottilj officiellt avvecklades den 30 september 1961, kom Hallands flygkår att påbörja sin verksamhet under sommaren 1961. Det genom att överste Folke Ripa tillträdde den 14 augusti 1961 som flygkårens första chef. Överste Ripa kom närmast från en befattning som chef för Flygvapnets centrala skolor (FCS) i Västerås. Den 1 oktober 1960 var Flygvapnets trupputbildningsskola (FTUS) omlokaliserad till Halmstad. I Halmstad omorganiserades skolan som Flygvapnets markstridsskola (FMS). Den 1 oktober 1961 tillkom även Flygvapnets signalskola (FSS) och sommaren 1962 tillkom den sista skolan, Flygvapnets tekniska skola (FTS). Utöver de tre skolorna omfattade kåren vid denna tid en kårstab, ett specialkompani och en musikkår.
År 1968 antog riksdagen regeringens proposition (1968:109) vilken låg till grund för försvarsbeslutet 1968. Gällande Krigsmaktens grundorganisation, berörde försvarsbeslutet endast Göta flygflottilj (F 9) i Göteborg, vilka kom att avvecklas 1969. Inför försvarsbeslutet hade man aktivt valt att utelämna ett beslut om förändringar i grundorganisationen, detta då Försvarets fredsorganisationsutredning (FFU) tillsattes i februari 1967. FFU hade i uppdrag att utreda lämpliga strukturförändringar i krigsmaktens fredsorganisation. Bland annat gjordes en översyn av Flygvapnets skolorganisation, där FFU kom fram till att det saknades väsentliga bitar i Halmstad för att kunna bedriva en rationell utbildning, eftersom de tre ingående skolorna inte hade någon direkt koppling till varandra. Det vill säga ingen av de eleverna som började sin utbildning på en skola, slutförde den på en av de andra. När utredningen var färdig och överlämnad till regering och riksdag, kom beskedet att Roslagens flygkår (F 2) i Hägernäs, Svea flygkår (F 8) i Barkarby och Hallands flygkår (F 14) skulle avvecklas. Dessa tre flygkårer, vilka samtliga utbildade markförband till Flygvapnet, skulle ersättas med två nya skolförband. Flygvapnets Södertörnsskolor i Tullinge, för utbildning i huvudsakligen i stridslednings- och luftbevakningstjänst, och Flygvapnets Halmstadsskolor för utbildning i huvudsakligen i bastjänst. Den 30 november 1972 avvecklades Hallands flygkår. Skolorna överfördes till Flygvapnets Halmstadsskolor, som även ärvde sina traditioner från Hallands flygkår.

### Viktigare årtal
Nedan redovisas årtal som påverkat flygkårens verksamhet.
- 1960: Flygvapnets markstridsskola (FMS) tillkommer den 1 oktober från Flygvapnets centrala skolor (FCS) i Västerås.
- 1961: Överste Folke Ripa tillträder som kårchef den 14 augusti.
- 1961: Hallands flygkår bildas den 1 oktober.
- 1961: Flygvapnets signalskola (FSS) tillkommer den 1 oktober 1961 från Flygvapnets centrala skolor (FCS) i Västerås.
- 1962: Flygvapnets tekniska skola (FTS) tillkommer under sommaren från Flygvapnets centrala skolor (FCS) i Västerås.
- 1972: Hallands flygkår avvecklas den 30 november, och Flygvapnets Halmstadsskolor (F 14) bildas den 1 december.

## Ingående enheter
| Beteckning | Namn                        | Aktiv     | Kommentar                                                                                    |
| ---------- | --------------------------- | --------- | -------------------------------------------------------------------------------------------- |
| FMS        | Flygvapnets markstridsskola | 1960–1972 | Tillkom 1960 från Flygvapnets centrala skolor Överförd 1972 till Flygvapnets Halmstadsskolor |
| FSS        | Flygvapnets signalskola     | 1961–1972 | Tillkom 1961 från Flygvapnets centrala skolor Överförd 1972 till Flygvapnets Halmstadsskolor |
| FTS        | Flygvapnets tekniska skola  | 1961–1972 | Tillkom 1961 från Flygvapnets centrala skolor Överförd 1972 till Flygvapnets Halmstadsskolor |

## Heraldik och traditioner
Flygkåren övertog fana och traditioner från avvecklade Hallands flygflottilj. I övrigt övertog flygkåren en musikkår som flottiljen 1957 övertagit från Hallands regemente (I 16). Musikkåren namnändrades med det till Flygvapnets musikkår i Halmstad. Musikkåren drogs i samband med att flygkåren avvecklades 1972. Efter att flygkåren avvecklades överfördes dess traditioner till Flygvapnets Halmstadsskolor.  Sedan 2006 för Försvarsmaktens tekniska skola (FMTS) flottiljens och flygkårens traditioner vidare.

## Förbandschefer
- 1961–1967: Folke Ripa
- 1967–1972: Gerdt Stangenberg

## Namn, beteckning och förläggningsort
| Kungl. Hallands flygkår | 1961-10-01 | – | 1972-11-30 |

| F 14 | 1961-10-01 | – | 1972-11-30 |

| Halmstads garnison (F) | 1961-10-01 | – | 1972-11-30 |
| Ringenäs skjutfält (Ö) | 1961-10-01 | – | 1972-11-30 |
| Tönnersjö målplats (Ö) | 1961-10-01 | – | 1972-11-30 |